# Карликовая галактика в Фениксе
Карликовая галактика в Фениксе (англ. Phoenix Dwarf) — карликовая галактика в созвездии Феникса, входящая в состав Местной группы. По своей форме она принадлежит к типу неправильных галактик.

## История открытия
Данная галактика была открыта в 1976 году Эмилем Шустером и Ричардом Уэстом, но была ошибочно классифицирована как шаровое звёздное скопление

## Особенности
Галактика состоит из внутренней части, содержащей молодые звёзды, и внешней, населённой в основном старыми. Внутренняя часть вытянута с востока на запад, а внешняя — с севера на юг.